# Pháp bảo đàn kinh

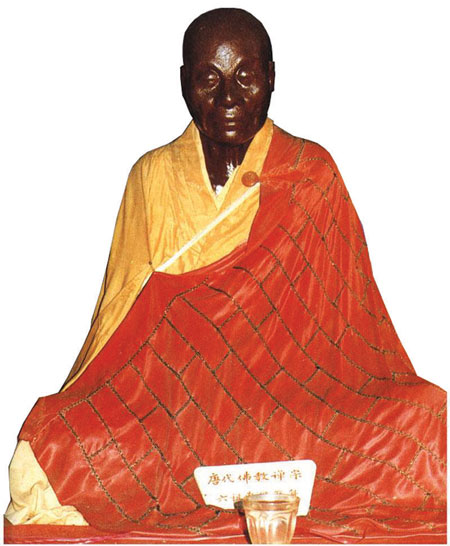
Nhục thân của thiền sư Huệ Năng đặt tại chùa Hoa Nam huyện Thiều Quang, tỉnh Quảng Đông Trung Quốc. Ông là tác giả của kinh Pháp bảo đàn

Pháp bảo đàn kinh (zh. 法寶壇經) là một bộ ngữ lục, 1 quyển, do Lục tổ Huệ Năng thuyết, nên còn gọi là Lục tổ đàn kinh (六祖壇經). Lúc Lục tổ Huệ Năng ở chùa Bảo Lâm, Tào Khê có Thứ sử Thiều Châu là Vi Cừ thỉnh Tổ vào chùa Đại Phạm để diễn giảng pháp Ma-ha-bát-nhã-ba-la-mật. Bài giảng của Huệ Năng được đệ tử là Pháp Hải ghi lại thành sách, về sau gọi là Đàn kinh. Trải qua nhiều lần sửa chữa thêm thắt, xuất hiện hơn 10 bản khác nhau, nhưng đại khái có thể phân làm bốn bản quan trọng hơn cả:
1. Bản Đôn Hoàng (敦煌本), gọi đủ là Nam tông đốn giáo tối thượng đại thừa ma-ha-bát-nhã-ba-la-mật kinh Lục tổ Huệ Năng Đại sư ư Thiều Châu Đại Phạm tự thí pháp đàn kinh (南宗頓教最上大乘摩呵般若波羅蜜經六祖惠能大師于韶州大梵寺施法壇經). Bản này gồm có 57 tiết, chẳng chia phẩm mục, chữ nghĩa chất phác, được xem là bản có sớm nhất. Bản này hiện được xếp vào Đại Chính tạng tập 48, số hiệu 2007, trang 337.
2. Bản của Huệ Hân (惠昕), tên Lục tổ đàn kinh (六祖壇經), chia làm 2 quyển thượng và hạ, gồm 11 môn, khoảng hơn 14.000 chữ, ít hơn bản Đôn Hoàng 1.000 chữ. Bài tựa của Huệ Hân viết: Bản xưa văn rườm rà được đệ tử xem qua, trước vui sau chán. Có thể thấy rằng bản này đã được lược bớt chút ít.
3. Bản của Khế Tung, gọi đủ là Lục tổ đại sư pháp bảo đàn kinh Tào Khê nguyên bản (六祖大師法寶壇經曹溪原本), gọi tắt là Tào Khê nguyên bản, gồm 1 quyển, 10 phẩm, hơn 20.000 chữ, do sư Khế Tung biên sửa lại vào khoảng niên hiệu Chí Hoà (1054-1056) đời nhà Tống.
4. Bản của Tông Bảo, gọi đủ là Lục tổ đại sư pháp bảo đàn kinh (六祖大師法寶壇), 1 quyển, 10 phẩm, hơn 20.000 chữ, do sư Tông Bảo (宗寶) biên tập lại vào niên hiệu Chí Nguyên thứ 28 (1291) đời nhà Nguyên, đây là bản thường thấy lưu hành, được xếp vào Đại Chính tạng tập 48, số hiệu 2008, trang 345.

Các bản ở trên không ghi chép trung thực về lời giảng ban đầu của Tổ Huệ Năng mà có sự trộn lẫn, sửa đổi về cuộc đời của Tổ cho đến những lý giải về Thiền tông. Nội dung chủ yếu của Đàn kinh bản Đôn Hoàng đại khái chia làm 3 phần:
1. Thuật lại quá trình Ngũ tổ Hoằng Nhẫn trao truyền y pháp cho Huệ Năng.
2. Huệ Năng giảng pháp cho đệ tử và các lời ứng đối của Ngài với người hỏi pháp.
3. Những lời dặn dò đệ tử trước khi Tổ Huệ Năng thị tịch.

Kinh này nói về pháp Ma-ha-bát-nhã và phát triển thành Đốn giáo "Nhất siêu trực nhập". Đem lý luận "Vô niệm", "Vô tướng" và "Vô trụ" trong kinh Kim cương kết hợp lại, rồi đề xướng "Vô niệm là tông", "Vô tướng là thể" và "Vô trụ là bản" làm phương pháp thực tu của Thiền tông. Lại có cách giải thích mới về thiền định: "Ngoài lìa các tướng là thiền, trong không loạn là định", tức là chỉ cần đạt đến vô niệm thì chính đó là thiền định. Tóm lại Thiền tông sau Lục tổ Huệ Năng phát triển rất nhiều tư tưởng đặc sắc, như Tự tính cụ túc, kiến tính thành Phật, tự tâm đốn ngộ, trực chỉ nhân tâm, và chúng đều được phản ánh trong Đàn kinh. Có thể nói Đàn kinh đặt nền tảng cho sự phát triển của Thiền tông phương Nam.